# Freiherr-vom-Stein-Verdienstnadel
Die Freiherr-vom-Stein-Verdienstnadel ist eine Auszeichnung, die der Innenminister von Schleswig-Holstein an Bürger verleiht, die sich insbesondere um die Kommunalpolitik verdient gemacht haben.

## Geschichte
Gestiftet wurde die Auszeichnung am 26. Oktober 1957 anlässlich des 200. Geburtstags des preußischen Reformers und Staatsmanns Heinrich Friedrich Karl Reichsfreiherr vom und zum Stein (1757–1831) als eine nicht tragbare Medaille.

## Gestalt
Seit 2009 wird sie in Gestalt einer Verdienstnadel zuerkannt. Die Medaille der Nadel zeigt auf der Vorderseite das Profil des Freiherrn vom Stein und die Inschrift Karl Freiherr vom Stein. Die Rückseite zeigt das Landeswappen und die Inschrift Für Verdienste um Volk und Heimat in Freiheit und Verantwortung 1957. Der Innenminister des Landes Schleswig-Holstein.

## Auszeichnung
Vorschläge für Ehrungen können die Landräte, Oberbürgermeister, Bürgermeister der kreisfreien Städte und die Bürgermeister der Städte mit mehr als 20.000 Einwohnern unterbreiten. Die Auszeichnung wird jeweils im Oktober vom Innenminister des Landes verliehen.

## Bekannte Träger der Auszeichnung
- 1957: Thomas Andresen (1897–1972)
- 1957: Adolf Ehrtmann (1897–1979)
- 1957: Emil Staben
- 1958: Anna Brodersen (1903–1971)
- 1958: Werner Kock (1921–1997)
- 1958: Kurt Semprich (1920–1999)
- 1958: Gerhard Wandschneider (1906–1981)
- 1960: Berta Wirthel (1900–1979)
- 1964: Luise Klinsmann (1896–1964)
- 1964: Paul Möller (1916–2016)
- 1971: Anny Trapp (1901–1994)
- 1975: Alfred Kamphausen (1906–1982)
- 1976: Brunhild Wendel (1923–2009)
- 1977: Friedrich Majewsky (1915–1981)
- 1980: Ingrid Gross (1924–2004)
- 1982: Eckhard Sauerbaum (* 1938)
- 1985: Meinhard Füllner (* 1941)
- 1990: Klaus-Peter Puls (* 1943)
- 1990: Ingeborg Sommer (1923–2001)
- 1993: Silke Reyer (1940–2011)
- 1994: Lothar Mosler (1930–2002)
- 2000: Hans-Werner Tovar (* 1948)
- 2002: Caroline Schwarz (* 1954)
- 2003: Bettina Hagedorn (* 1955)
- 2005: Peter Eichstädt (* 1950)
- 2006: Dieter Frankenbach (1938–2010)
- 2008: Werner Gresser (1931–2010)
- 2008: Uwe Jensen
- 2009 Ernst Seemann (1924–2014)
- 2018: Thomas Krabbes (* 1957)
- 2019: Gabriele Schopenhauer[1] (* 1951)
- 2022: Katrin Fedrowitz (* 1973)
- 2024: Ali Demirhan (* 1964)

### Ohne Jahresangabe
- Hans Buhmann (1936–2008)
- Claus Ehlers (* 1944)
- Manfred Frank (1929–2003)
- Carl Jacobsen (1910–1985)
- Hans Alwin Ketels (1913–2017)
- Hermann Köster (1911–1978)
- Udo Lumma (1941–2006)
- Herbert Nonnsen (1914–1993)
- Bernd Schröder (1950–2013)
- Annemarie Schuster (1917–1996)
- Ernst-Wilhelm Stojan (1926–2018)
- Johannes Trahn (1930–2015)
- Friedrich Wittrock